# العلاقات البحرينية الموريتانية
العلاقات البحرينية الموريتانية هي العلاقات الثنائية التي تجمع بين البحرين وموريتانيا.

## مقارنة بين البلدين
هذه مقارنة عامة ومرجعية للدولتين:
| وجه المقارنة                                              | البحرين       | موريتانيا                 |
| --------------------------------------------------------- | ------------- | ------------------------- |
| المساحة (كم2)                                             | 765           | 1.03 مليون                |
| عدد السكان (نسمة)                                         | 1.49 مليون    | 4.42 مليون                |
| الكثافة السكانية (ن./كم²)                                 | 194.77 ألف    | 4.29                      |
| العاصمة                                                   | المنامة       | نواكشوط                   |
| اللغة الرسمية                                             | اللغة العربية | اللغة العربية، لغة فرنسية |
| العملة                                                    | دينار بحريني  | أوقية موريتانية، أوقية ‏   |
| الناتج المحلي الإجمالي (بليون دولار)                      | 35.31 مليار   | 5.02 مليار                |
| الناتج المحلي الإجمالي (تعادل القوة الشرائية) بليون دولار | 64.16 مليار   |                           |
| الناتج المحلي الإجمالي الاسمي للفرد دولار أمريكي          | 22.60 ألف     |                           |
| الناتج المحلي الإجمالي للفرد دولار أمريكي                 | 45.50 ألف     | 3.91 ألف                  |
| مؤشر التنمية البشرية                                      | 0.824         | 0.506                     |
| رمز المكالمات الدولي                                      | +973          | +222                      |
| رمز الإنترنت                                              | .bh           | .mr                       |
| المنطقة الزمنية                                           | ت ع م+03:00   | 00                        |

## منظمات دولية مشتركة
يشترك البلدان في عضوية مجموعة من المنظمات الدولية، منها:
| علم المنظمة | اسم المنظمة                                 | تاريخ انضمام البحرين | تاريخ انضمام موريتانيا |
| ----------- | ------------------------------------------- | -------------------- | ---------------------- |
|             | وكالة ضمان الاستثمار متعدد الأطراف          | 12 أبريل 1988        | 8 سبتمبر 1992          |
|             | الأمم المتحدة                               | 21 سبتمبر 1971       | 27 أكتوبر 1961         |
|             | جامعة الدول العربية                         | 11 سبتمبر 1971       | 26 نوفمبر 1973         |
|             | صندوق النقد العربي                          | ?                    | ?                      |
|             | منظمة التعاون الإسلامي                      | ?                    | ?                      |
|             | منظمة حظر الأسلحة الكيميائية                | ?                    | ?                      |
|             | منظمة التجارة العالمية                      | ?                    | 31 مايو 1995           |
|             | منظمة الشرطة الجنائية الدولية               | ?                    | ?                      |
|             | الصندوق العربي للإنماء الاقتصادي والاجتماعي | ?                    | ?                      |
|             | يونسكو                                      | 18 يناير 1972        | 10 يناير 1962          |
|             | الاتحاد البريدي العالمي                     | ?                    | ?                      |
|             | البنك الدولي للإنشاء والتعمير               | 15 سبتمبر 1972       | 10 سبتمبر 1963         |
|             | المصرف العربي للتنمية الاقتصادية في أفريقيا | ?                    | ?                      |
|             | الاتحاد الدولي للاتصالات                    | 1975                 | 18 أبريل 1962          |
|             | مؤسسة التمويل الدولية                       | 22 سبتمبر 1995       | 29 ديسمبر 1967         |
|             | المركز الدولي لتسوية المنازعات الاستشارية   | 15 مارس 1996         | 14 أكتوبر 1966         |

## وصلات خارجية
- موقع وزارة الخارجية البحرينية